# Iecea Mare
Iecea Mare es una comuna ubicada en el distrito de Timiș, Rumania.

## Superficie
Posee una superficie de 35,09 kilómetros cuadrados.

## Demografía
Hasta 2021 la población era de 3111 habitantes, con una densidad de población de 88,66 habitantes por kilómetro cuadrado.